# 秘书节
秘書節或稱為國際秘書日。是在1952年由國際專業秘書協會 Professional Secretaries International（即現時的國際行政專業人員協會 International Association of Administrative Professionals）所訂立，安排在每年4月最後一個完整星期中的星期三。目的為肯定秘書行業在職場上的貢獻，並鼓勵人們投入此專業生涯發展。
在秘書節那天，主管們通常會為秘書送上祝賀卡或鮮花禮物，或者約會秘書共享午餐。主管也可以在秘書日為秘書更新電腦設備或軟體，訂購專業雜誌，為秘書報名參加研討會，訓練課程，安排加入秘書協會等專業組織等，盡力地表達對秘書肯定的心意。